# Резолюция Совета Безопасности ООН 1335
Резолюция Совета Безопасности Организации Объединённых Наций 1335 (код — S/RES/1335), принятая 12 января 2001 года, сославшись на предыдущие резолюции по Хорватии, включая резолюции 779 (1992), 981 (1995), 1088 (1996), 1147 (1998), 1183 (1998), 1222 (1999), 1252 (1999), 1285 (2000), 1305 (2000) и 1307 (2000), Совет уполномочил Миссию наблюдателей ООН в Превлаке (МНОП ООН) продолжать наблюдение за демилитаризацией в районе полуострова Превлака в Хорватии в течение шести месяцев до 15 июля 2001 года.
Совет Безопасности приветствовал в целом спокойную и стабильную ситуацию на полуострове Превлака, но по-прежнему обеспокоен нарушениями режима демилитаризации и ограничениями свободы передвижения наблюдателей Организации Объединённых Наций. Она приветствовала открытие пропускных пунктов между Хорватией и Черногорией, способствующее гражданским и коммерческим перевозкам без инцидентов в сфере безопасности, что представляет собой значительную меру укрепления доверия между двумя странами. По-прежнему вызывает озабоченность отсутствие прогресса в урегулировании спорного вопроса о полуострове Превлака и программы разминирования. В резолюции отмечается, что присутствие МООННП внесло большой вклад в поддержание условий, способствующих урегулированию спора.
Хорватию и Союзную Республику Югославию (Сербию и Черногорию) призвали полностью выполнить соглашение о нормализации отношений, прекратить нарушения режима демилитаризации, снизить напряженность и обеспечить свободу передвижения наблюдателей ООН. Обе страны призвали осуществить меры по укреплению доверия, предусмотренные резолюцией 1252, а Генерального секретаря Кофи Аннана попросили доложить к 15 апреля 2001 года о прогрессе в решении этих вопросов. Стороны призвали докладывать о ходе двусторонних переговоров не реже двух раз в месяц и ввести в действие комплексную программу разминирования.
Наконец, Силы стабилизации, санкционированные резолюцией 1088 и продленные резолюцией 1305, должны были сотрудничать с ЮНМОП.